# Bournoniet
Het mineraal bournoniet is een lood-koper-antimoon-sulfide met de chemische formule PbCuSbS3.

## Eigenschappen
Het opaak zwarte of (staal)grijze bournoniet heeft een metallische glans, een grijze streepkleur en de splijting is imperfect volgens het kristalvlak [010]. Bournoniet heeft een gemiddelde dichtheid van 5,8 en de hardheid is 3. Het kristalstelsel is orthorombisch en het mineraal is niet radioactief.

## Naamgeving
Het mineraal bournoniet is genoemd naar de Franse mineraloog J. L. de Bournon (1751 - 1825).

## Voorkomen
Bournoniet is een mineraal dat voorkomt in hydrothermale aders van gemiddelde temperatuur. De typelocatie is gelegen in Wheal Boys, St. Endellion, Cornwall, Engeland. Het wordt ook gevonden in het Huánuco departement in Peru en in de provincie Hunan in China.